# Arrocerías Herba

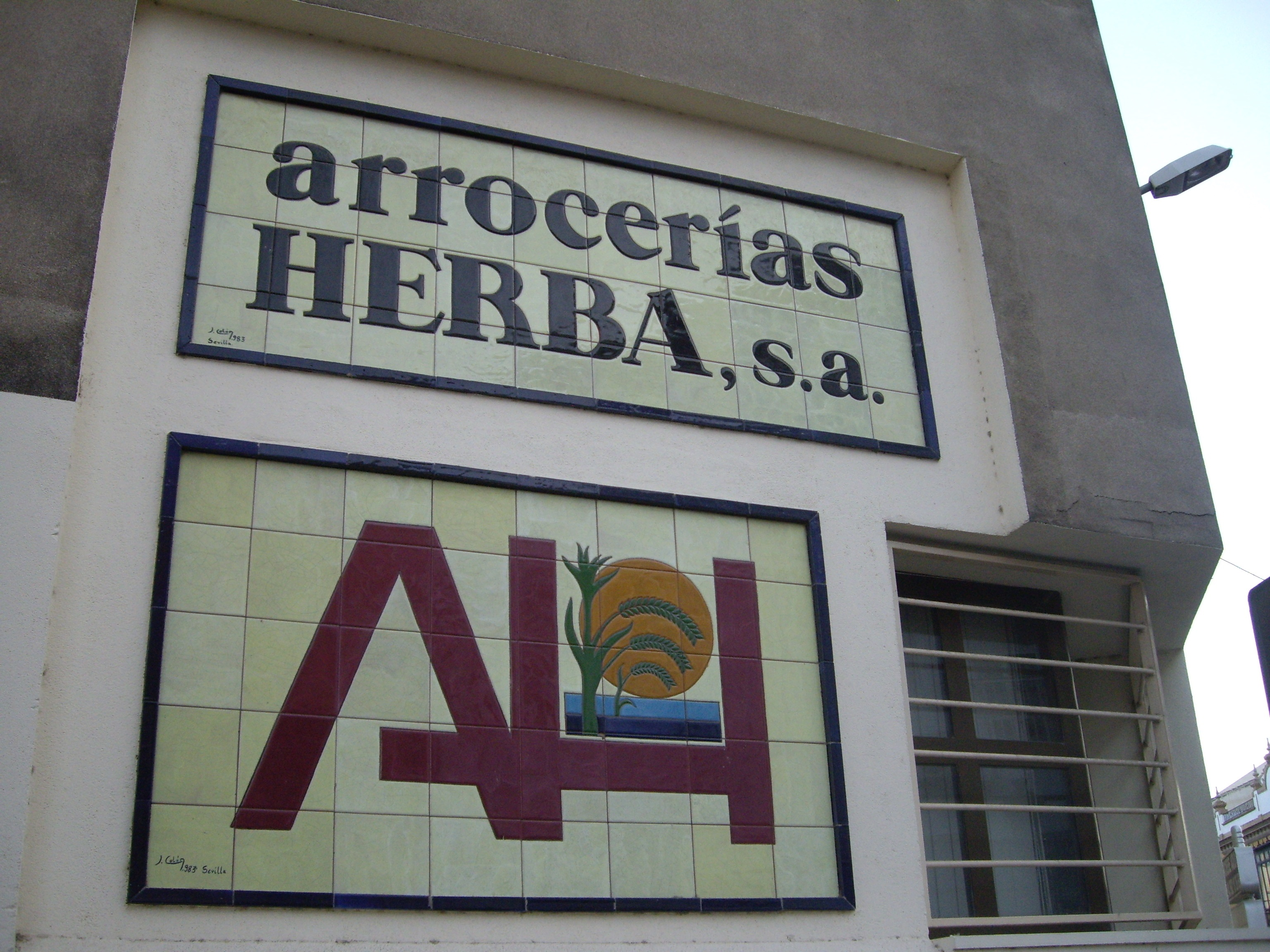
Azulejo de Arrocerías Herba en la fábrica de San Juan de Aznalfarache, provincia de Sevilla.

Herba es una empresa de España dedicada a la comercialización de arroz, sobre todo para las compañías Brillante, La Cigala y SOS, esta última de la empresa Deoleo. Forma parte del grupo alimentario Ebro Foods.

## Historia

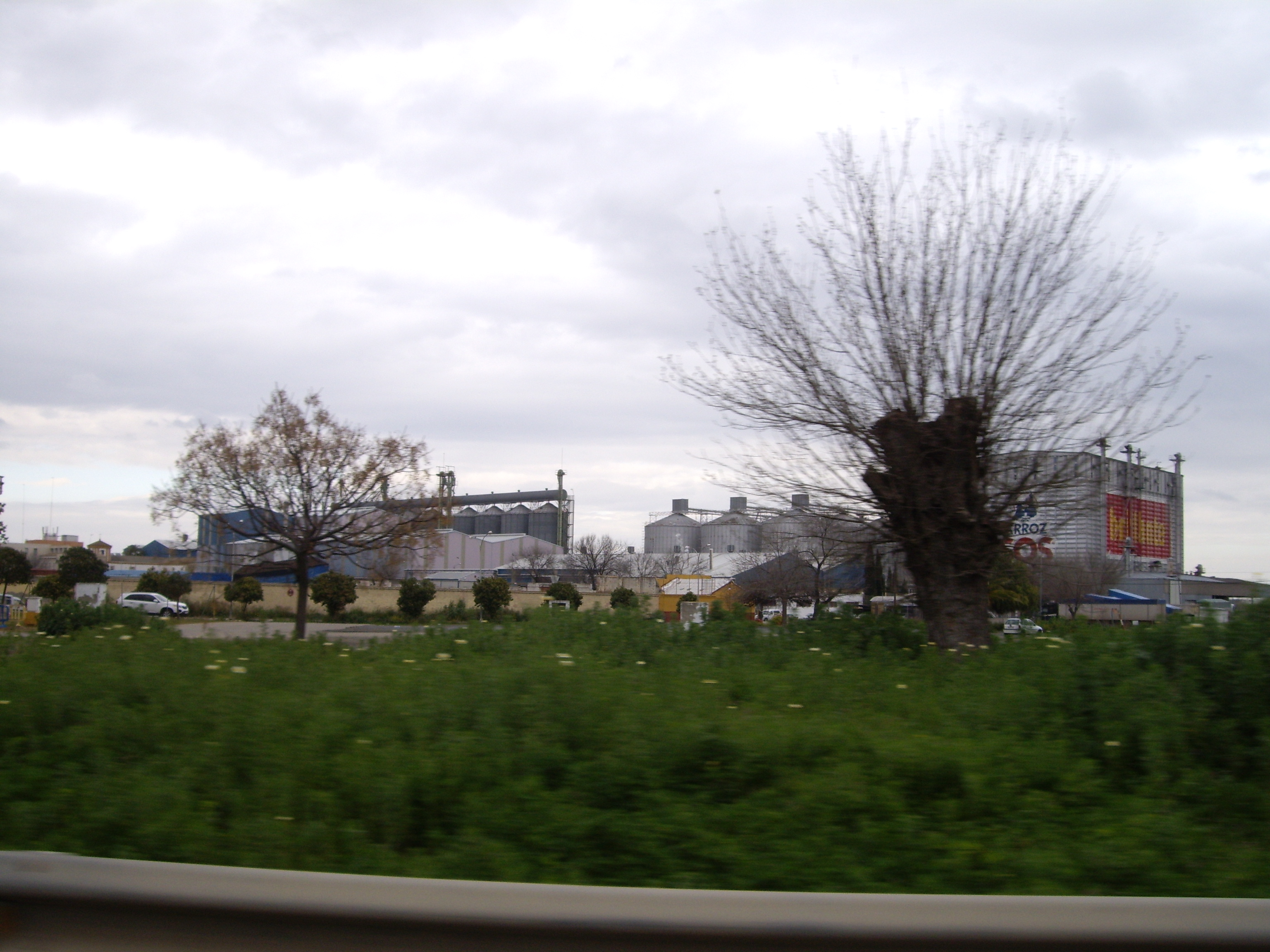
Factoría de arroz Herba de San Juan de Aznalfarache vista desde la carretera.

Félix Hernández Barrera, nacido en Ólvega, provincia de Soria, el 12 de diciembre de 1924, se afincó en Sevilla en 1963 fundando, junto con su padre, las Arrocerías Herba en San Juan de Aznalfarache. En la gerencia de la compañía tendría también un importante papel su hermano Antonio.  Consiguió la Encomienda de la Orden del Mérito Agrícola, así como la Medalla de Oro de la Cámara de Comercio, Industria y Navegación de Sevilla. En 1989 la compañía pasó a formar parte del Grupo Ebro.
La planta principal se encuentra en San Juan de Aznalfarache, si bien tiene otras plantas en España en Coria del Río, en Puebla del Río, en Jerez de la Frontera y en Valencia. Herba está presente en 40 países.
En la actualidad existen las siguientes arroceras Herba, dentro del grupo empresarial Ebro Foods: Herba Ricemills S. L. U., con sede en San Juan de Aznalfarache, España; Herba Bangkok, en Tailandia; y Herba Ricemills Rom S. R. L., con sede en Bucarest, Rumanía.